# Аксель Реймон
Аксель Реймон (фр. Axel Reymond, 13 лютого 1994) — французький плавець.
Чемпіон світу з водних видів спорту 2017, 2019 років.
Чемпіон Європи з водних видів спорту 2014, 2016, 2020 років, призер 2012, 2018 років.